# Wiener Platz (Dresde)

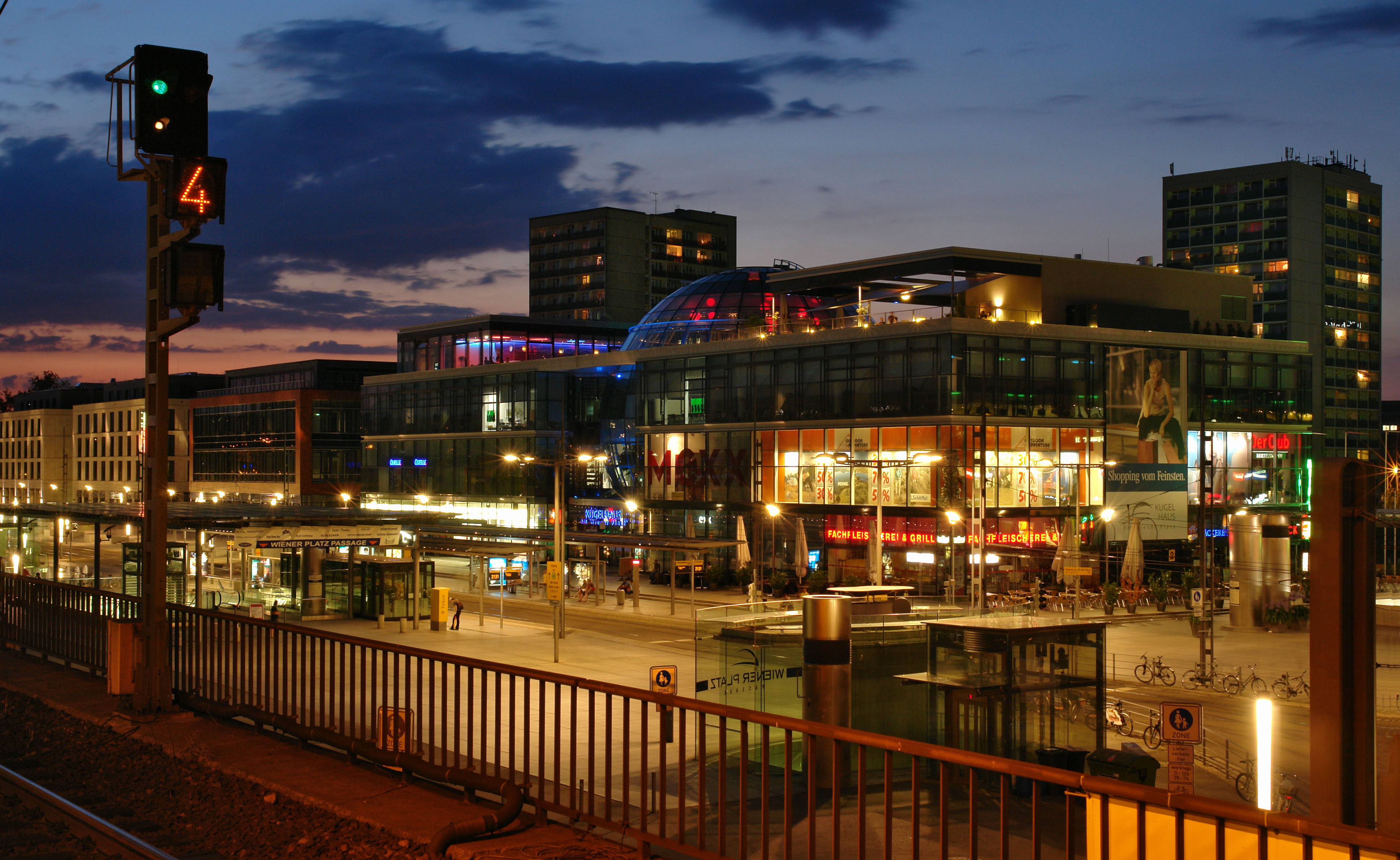
Vista nocturna de la plaza.

Wiener Platz es una plaza de la ciudad de Dresde. Se encuentra al norte de la estación central (Hauptbahnhof), lo que la convierte en uno de los puntos más importantes del tráfico de tranvías de la ciudad, junto a Postplatz y Albertplatz. Al norte se extiende el bulevar Prager Straße. El nombre de la plaza hace referencia a la ciudad de Viena.

## Ubicación
Se encuentra en el límite meridional de la Altstadt, en el barrio de Seevorstadt. Desde Wiener Platz se extiende un eje que recorre la ciudad de norte a sur a través de las calles Prager Straße, Seestraße, las plazas de Altmarkt, y Schlossplatz, el puente Augustusbrücke, Neustädter Markt y Hauptstraße hasta Albertplatz.
En Wiener Platz confluyen las calles St. Petersburger Straße, Ammonstraße, Wiener Straße y Fritz-Löffler-Straße.

## Construcción

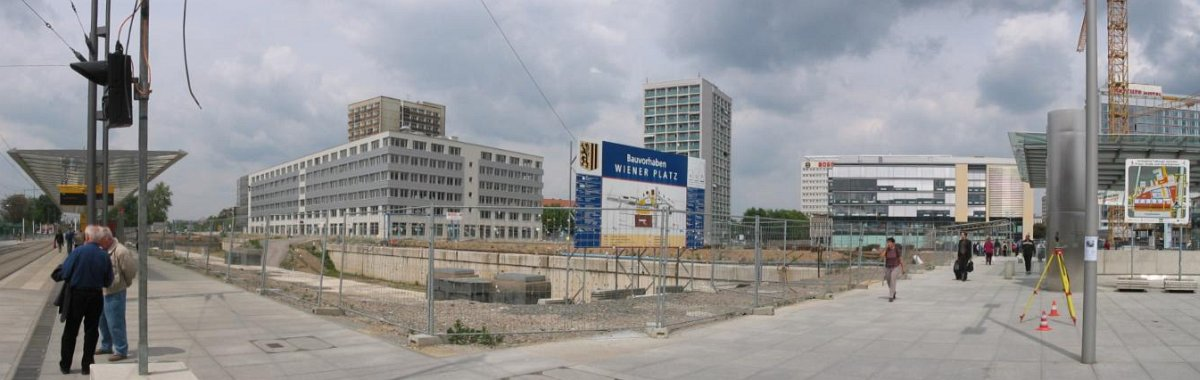
Obras en Wiener Platz 2004 (construcción del Kugelhaus).

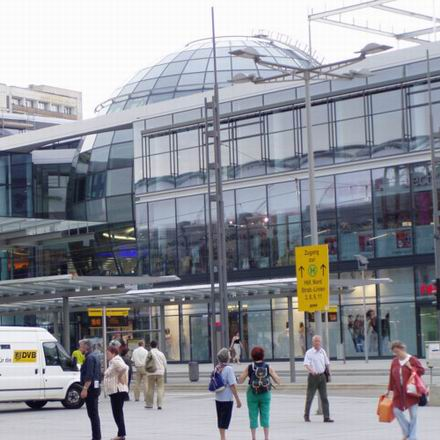
El Kugelhaus

Wiener Platz es considerada como la mayor zona de obras de la Historia reciente de Alemania, sólo después de las obras de Potsdamer Platz en Berlín. Mientras que algunos edificios ya se han terminado, siguen existiendo partes de la plaza que no se sabe cómo ni cuándo se van a edificar. Al contrario que en Neumarkt, que se ha construido respetando su apariencia histórica, en Wiener Platz se han seguido criterios de modernidad. No obstante, los edificios de la plaza han conservado las antiguas proporciones.
Al sur, la plaza limita con un lateral (de 230 metros) de la Hauptbahnhof. Otros edificios significativos de la plaza son la Prager Spitze (centro comercial acristalado con planta en forma de flecha) y el Kugelhaus (dos bloques cúbicos unidos por una enorme esfera de cristal).
Bajo Wiener Platz hay un aparcamiento subterráneo de varios pisos. Entre la estación central y la parada de tranvías situada en el lateral de la misma se encuentran los accesos de peatones. Las escotillas para la iluminación del garaje, se encuentran en el interior de una fuente.
En cuanto al solar central más grande, se considera utilizarlo para un nuevo edificio para la Staatsoperette Dresden. En caso de no poder financiar este proyecto, la ciudad se verá obligada a dejarlo vacío probablemente por mucho tiempo, ya que no existen propuestas alternativas.

## Tráfico
Cerca de Wiener Platz se encuentran algunas de las paradas que sirven para enlazar la estación principal con la red de transporte urbano. En ellas, paran 7 líneas de tranvía y 2 de autobuses del consorcio de transportes de la ciudad.
La parada de tranvía ubicada en mitad de la plaza, está cubierta por uno de los techados más modernos de la ciudad. Los viajeros de la estación central pueden alcanzar esta parada sin cruzar ninguna calle, sólo caminando unos pasos.
El tráfico de vehículos en dirección este-oeste transcurre por debajo de Wiener Platz, gracias a un gran túnel. Esto permite a la plaza formar parte de una enorme zona peatonal que se extiende hacia el norte de forma casi ininterrumpida hasta Neumarkt. Así se evita además en la medida de lo posible cruzar la E55, carretera que forma parte de la Bundesstraße 170 y que atraviesa la ciudad de norte a sur (al norte de Wiener Platz esta carretera toma el nombre de St. Petersburger Straße, al sur de Fritz-Löffler-Straße). 

## Wiener Loch
Muchos ciudadanos y políticos de la ciudad se refieren a Wiener Platz como Wiener Loch (agujero) debido a la enorme excavación que hay a la entrada de la Prager Straße, resultado de una planificación económica errónea de los costes del túnel. La ciudad se enfrentó a un déficit millonario que le impidió seguir construyendo.
- Datos: Q875946
- Multimedia: Wiener Platz, Dresden / Q875946